# Konfederacja szczebrzeszyńska

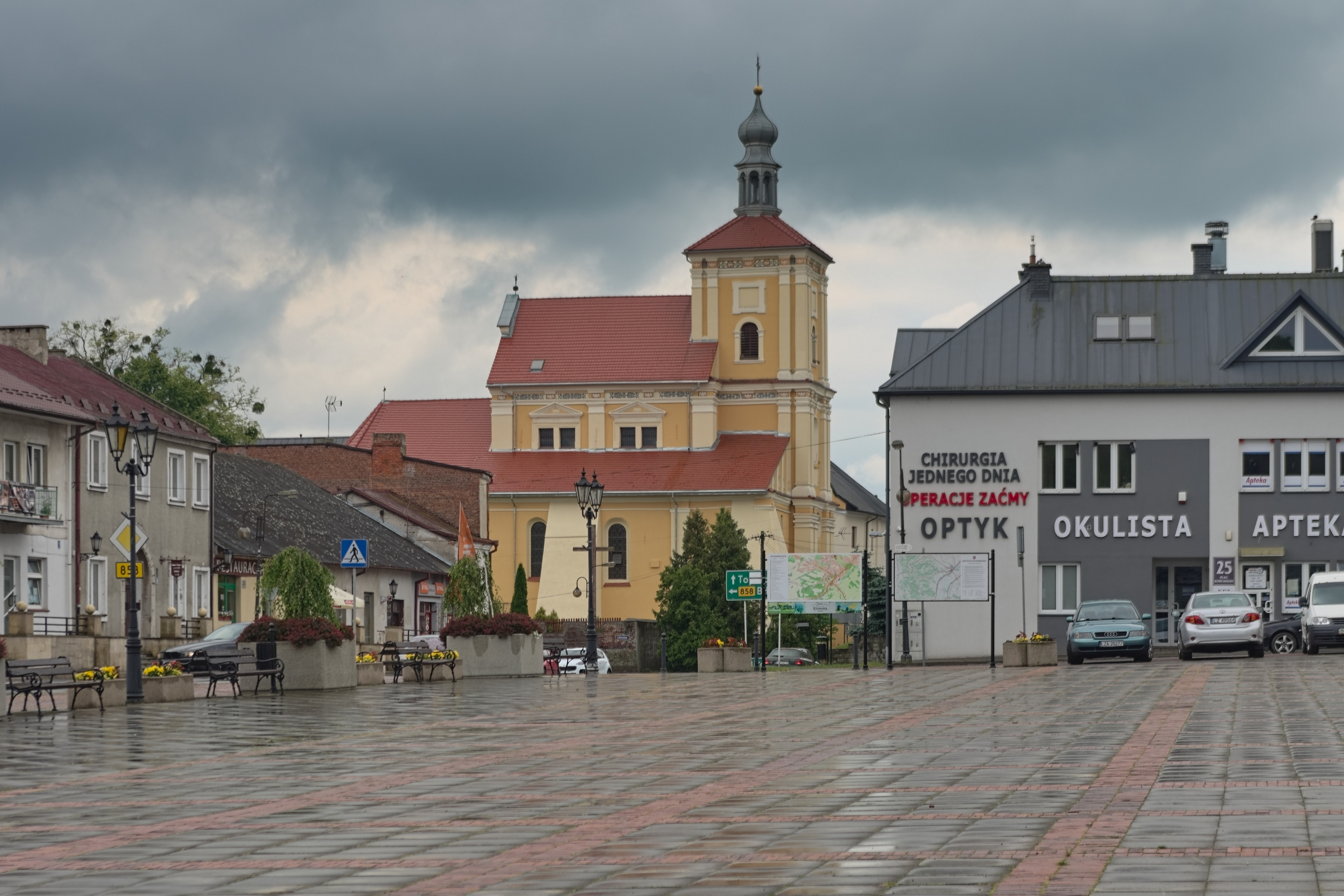
Kościół św. Katarzyny w Szczebrzeszynie

Konfederacja szczebrzeszyńska – zawiązana 23 listopada 1672 z inicjatywy hetmana wielkiego koronnego Jana Sobieskiego przeciwko królowi Michałowi Korybutowi Wiśniowieckiemu, dążącemu do przeprowadzenia reform (m.in. kadencyjności i zakazu łączenia urzędów). Konfederację zawiązano w Szczebrzeszynie i dzięki autorytetowi hetmana Sobieskiego poparło ją wojsko koronne. Króla wsparł hetman litewski Pac i jego wojska. 
Konfederację zawiązało wojsko koronne pod egidą marszałka i hetmana wielkiego Jana Sobieskiego oraz jego najbliższych wojskowych i politycznych współpracowników – byli nimi: wojewoda kijowski Andrzej Potocki, chorąży koronny Mikołaj Hieronim Sieniawski, strażnik koronny Stefan Bidziński, kawaler maltański Hieronim Augustyn Lubomirski (określani byli „malkontentami”). Stronnictwo to zwalczało króla i sprzyjające mu stronnictwo „regalistów” co prowadziło do poważnych sporów wewnętrznych w państwie.
Autorytet hetmana Jana Sobieskiego w momencie zawiązania konfederacji był bardzo wysoki z powodu zakończonej w październiku z sukcesem wyprawy na czambuły tatarskie, po której występował jako „obrońca Ojczyzny”, po tym, gdy w lecie po tureckim oblężeniu skapitulowała polska twierdza w Kamieńcu Podolskim i podeszła pod Lwów.
Głównym zamierzeniem konfederacji było wystąpienie przeciwko powołanej miesiąc wcześniej konfederacji gołąbskiej, na której podjęto próbę pozbawienie Sobieskiego buławy hetmańskiej, zreformowania i usprawnienia administracji państwa oraz zapobieżenia detronizacji króla przez stronnictwo Sobieskiego. Oficjalnie konfederacja szczebrzeszyńska wystąpiła w obronie dawnych praw szlacheckich, rządów sejmowo-sejmikowych i praw urzędu hetmańskiego. W grudniu 1672 roku sprzyjające Sobieskiemu wojska koronne udały się na leże zimowe, a faktycznie opanowały większość Korony i zablokowały na Podlasiu wojska litewskie chcące iść na pomoc królowi Wiśniowieckiemu. W dniu 12 marca 1673 pod presją groźby kolejnej wojny z Turcją, spowodowanej brakiem ratyfikacji przez Polskę Traktatu w Buczaczu, nastąpiło pojednanie obydwu stronnictw, jednak faktycznie to stronnictwo Sobieskiego odniosło w tej konfrontacji sukces i postanowienia konfederacji gołąbskiej zreformowania państwa nie zostały zrealizowane.